# Die Leute von Züderow
Die Leute von Züderow ist eine deutsche Fernsehserie, in deren Mittelpunkt die Arbeit der Polizisten eines Volkspolizeikreisamtes (VPKA) in einer Kleinstadt im Norden der DDR steht.

## Inhalt
Die Serie macht den Zuschauer in ihren einzelnen Folgen mit verschiedenen Polizisten der Volkspolizeikreisamtes von Züderow bekannt, zeigt die Breite ihrer Aufgaben im Dienst und den Alltag der Kleinstadt an der Küste im Spiegel des beruflichen und privaten Lebens ihrer Volkspolizisten.
Jede Folge stellt dazu einen anderen der Polizisten des Amtes mit seinen spezifischen Aufgaben in seinem beruflichen und auch seinem privaten Umfeld in den Mittelpunkt der Handlung.

## Folgenübersicht
1. Tödliche Begegnung
2. Taumelkäfer
3. Ein Fall für Grafe
4. Ein Herz und eine Seele
5. Alte Bekannte
6. Einsatz im Bodden
7. Sein ganz großes Ding

## Hintergrund
Die Serie wurde auf Rügen und in Stralsund gedreht.
Obwohl sieben Folgen produziert wurden, gelangten nur die Folgen 1 bis 6 zur Sendung im DDR-Fernsehen. Anlässlich ihrer Erstausstrahlung wurde die Serie auch als sechsteilige Serie angekündigt.
Die Erstausstrahlung erfolgte vom 4. Januar bis 8. Februar 1985 jeweils freitags um 20.00 Uhr im 1. Programm des DDR-Fernsehens. Die Serie wurde bislang noch nicht im Fernsehen wiederholt, die siebente Folge noch nie gesendet.
2017 erschien die Serie in der Reihe DDR-TV-Archiv mit allen Folgen auf DVD.

## Besetzung
| Rolle                            | Darsteller              |
| Major Bollhagen                  | Hans Lucke              |
| Hauptmann Klaus Behling          | Klaus-Jürgen Steinmann  |
| Hauptmann Wilhelm Witt           | Bruno Carstens          |
| VP-Meister Heinz Antrak          | Lutz Riemann            |
| VP-Wachtmeister Frank Uhlenhorst | Bernd Storch            |
| Jochen Griebenow                 | Wolfgang Greese         |
| Isolde Griebenow                 | Helga Göring            |
| Andreas Antrak                   | Ole Rockel              |
| Martin Griebenow                 | Jörg Kleinau            |
| VP-Obermeister Paul              | Ulrich Voß              |
| Peter Rohde                      | Wolfgang Winkler        |
| Kathrin Pohl                     | Manja Göring            |
| Kurt Klawitter                   | Erik S. Klein           |
| Manfred Grafe                    | Dietmar Richter-Reinick |
| Oberleutnant Wolfgang Eckboom    | Fred Delmare            |